# Kenwood House
Kenwood House je bývalé panské sídlo (english country house) v londýnské čtvrti Hampstead, součásti obvodu Camden. Od roku 1954 je památkově chráněno jako Listed building a slouží jako muzeum. 
Podle záznamu z roku 1616 zde původně stála budova známá jako Caen Wood House. Majitelem se stal roku 1754 politik William Murray, 1. hrabě z Mansfieldu a na jeho objednávku dům v letech 1764 až 1779 přestavěl Robert Adam v georgiánském stylu. Obzvlášť ceněnou ukázkou tehdejší architektury je Velká knihovna. Humphry Repton navrhl okolní park o rozloze 45 hektarů, sousedící s vřesovištěm Hampsted Heath. David Martin zde vytvořil proslulý obraz, na němž jsou zachyceny příbuzné pána domu Elizabeth Finch-Hatton a Dido Elizabeth Belle. V roce 1835 Kenwood House navštívil král Vilém IV. Britský s chotí.
Roku 1925 zakoupil Kenwood House Edward Guinness, 1. hrabě z Iveaghu, po němž se místo také někdy nazývá Iveagh Bequest. Po Guinessově smrti v roce 1927 se na základě jeho závěti stalo sídlo i s mobiliářem veřejným majetkem. Patřilo pod Greater London Council a od roku 1986 je ve správě organizace English Heritage. V letech 2012 až 2013 proběhla rozsáhlá rekonstrukce.
V budově se nacházejí obrazy Jana Vermeera, Rembrandta, Edwina Landseera, Thomase Gainsborougha a Williama Turnera. K vidění je také dobové zařízení domácnosti a množství šperků. V zámeckém parku jsou umístěny sochy Barbary Hepworthové a Henryho Moora.
V zahradách se konají koncerty, ohňostroje a pikniky, avšak od roku 2006 byl kvůli stížnostem obyvatel ze sousedství počet akcí omezen na osm za rok. Natáčely se zde filmy Rozum a cit a Notting Hill. Na prohlídku památky přichází okolo 130 000 návštěvníků ročně.